# Actiniidae
Los actínidos (Actiniidae) son una familia de anémonas marinas del orden Actiniaria.

## Géneros
El Registro Mundial de Especies Marinas reconocen los siguientes géneros en la familia Actiniidae:
| - Actinia Linnaeus, 1767 - Actinioides Haddon & Shackleton, 1893 - Actinopsis - Actinostella - Anemonia Risso, 1826 - Antheopsis Simon, 1892 - Anthopleura Duchassaing de Fonbressin & Michelotti, 1860 - Anthostella Carlgren, 1938 - Asteractis Verrill, 1869 - Aulactinia Agassiz in Verrill, 1864 - Bolocera Gosse, 1860 - Boloceropsis McMurrich, 1904 - Bunodactis Verrill, 1899 - Bunodosoma Verrill, 1899 - Cladactella Verrill, 1928 - Condylactis Duchassaing de Fombressin & Michelotti, 1864 - Cibrina Hemprich & Ehrenberg in Ehrenberg, 1834 - Cribrinopsis Carlgren, 1921 - Dofleinia Wassilieff, 1908 - Entacmaea Ehrenberg, 1834 - Epiactis Verrill, 1869 - Glyphoperidium Roule, 1909 - Gyractis Boveri, 1893 - Gyrostoma Kwietniewski, 1897 - Isactinia Carlgren, 1900 - Isanemonia Carlgren, 1950 - Isantheopsis Carlgren, 1942 - Isoaulactinia Belém, Herrera Moreno & Schlenz, 1996 - Isosicyonis Carlgren, 1927 | - Isotealia Carlgren, 1899 - Korsaranthus Riemann-Zürneck & Griffiths, 1999 - Leipsiceras Stephenson, 1918 - Macrodactyla Haddon, 1898 - Mesactinia England, 1987 - Myonanthus McMurrich, 1893 - Neocondylactis England, 1987 - Neoparacondylactis Zamponi, 1974 - Onubactis López-González, den Hartog & García-Gómez, 1995 - Oulactis Milne Edwards & Haime, 1851 - Parabunodactis Carlgren, 1928 - Paracondylactis Carlgren, 1934 - Paranemonia Carlgren, 1900 - Parantheopsis McMurrich, 1904 - Paratealia Mathew & Kurian, 1979 - Phialoba Carlgren, 1951 - Phlyctenactis Stuckey, 1909 - Phlyctenanthus Carlgren, 1950 - Phyllactis Milne Edwards & Haime, 1851 - Phymactis Milne Edwards, 1857 - Phymanthea - Pseudactinia Carlgren, 1928 - Spheractis England, 1992 - Stylobates Dall, 1903 - Synantheopsis England, 1992 - Tealianthus Carlgren, 1927 - Urticina Ehrenberg, 1834 - Urticinopsis Carlgren, 1927 |

Habiendo reclasificado por sinonimia, o no aceptado, las siguientes denominaciones:
- Actinactis aceptada como Asteractis  Verrill, 1869
- Actinea aceptada como Actinia Linnaeus, 1767
- Actiniodes aceptada como Actinioides Haddon & Shackleton, 1893
- Actiniogeton Carlgren, 1938 aceptada como Gyractis Boveri, 1893
- Actinogeton Carlgren, 1938 aceptada como Gyractis Boveri, 1893
- Actinoides aceptada como Actinioides Haddon & Shackleton, 1893
- Anemone aceptada como Anemonia Risso, 1826
- Anenonia aceptada como Anemonia Risso, 1826
- Antheopis Simon, 1892 aceptada como Antheopsis Simon, 1892
- Anthpleura aceptada como Anthopleura Duchassaing de Fonbressin & Michelotti, 1860
- Bulocera aceptada como Bolocera Gosse, 1860
- Bunodella Pfeffer, 1889 aceptada como Parantheopsis McMurrich, 1904
- Bunodella Verrill, 1899 aceptada como Isoaulactinia Belém, Herrera Moreno & Schlenz, 1996
- Bunodes aceptada como Urticina Ehrenberg, 1834
- Bunodosma aceptada como Bunodosoma Verrill, 1899
- Ceratactis Milne Edwards, 1857 (no aceptada)
- Cereactis Andres, 1881 (no aceptada)
- Cladactis Verrill, 1869 (no aceptada)
- Cnidopus Carlgren, 1934 aceptada como Epiactis Verrill, 1869
- Codylactis aceptada como Condylactis Duchassaing de Fombressin & Michelotti, 1864
- Comactis Milne Edwards, 1857 (no aceptada)
- Crambactis Haeckel, 1876 (no aceptada)
- Crambractis aceptada como Crambactis Haeckel, 1876
- Cribina aceptada como Cribrina Hemprich & Ehrenberg in Ehrenberg, 1834
- Cribrionopsis aceptada como Cribrinopsis Carlgren, 1921
- Diplactis McMurrich, 1889 (no aceptada)
- Dofelinia aceptada como Dofleinia Wassilieff, 1908
- Dofleina aceptada como Dofleinia Wassilieff, 1908
- Doflenia aceptada como Dofleinia Wassilieff, 1908
- Ectacmaea Ehrenberg, 1834 (no aceptada)
- Entacmea aceptada como Entacmaea Ehrenberg, 1834
- Epigonactis Verrill, 1899 aceptada como Epiactis Verrill, 1869
- Eubolocera Verrill, 1922 aceptada como Liponema Hertwig, 1888
- Eucladactis Verrill, 1899 (no aceptada)
- Evactis Verrill, 1869 (no aceptada)
- Glyphostylum Roule, 1909 aceptada como Glyphoperidium Roule, 1909
- Gysostoma aceptada como Gyrostoma Kwietniewski, 1897
- Isadamsia Carlgren, 1928 aceptada como Stylobates Dall, 1903
- Isocradactis  Carlgren, 1924 (no aceptada)
- Isoulactis (no aceptada)
- Lophactis Verrill, 1869 (no aceptada)
- Madoniactis Danielssen, 1890 aceptada como Urticina Ehrenberg, 1834
- Phyctenanthus aceptada como Phlyctenanthus Carlgren, 1950
- Phylactis aceptada como Phyllactis Milne Edwards & Haime, 1851
- Phymantea aceptada como Phymanthea
- Physobrachia Saville-Kent, 1893 aceptada como Entacmaea Ehrenberg, 1834
- Polystomidia aceptada como Bolocera Gosse, 1860
- Polystomidium Hertwig, 1882 aceptada como Bolocera Gosse, 1860
- Pseudophellia Verrill, 1899 (no aceptada)
- Psychobrachia Saville-Kent, 1893 aceptada como Entacmaea Ehrenberg, 1834
- Rhodactinia Agassiz, 1847 (no aceptada)
- Rivetia Pax, 1912 (no aceptada)
- Saccactis aceptada como Oulactis Milne Edwards & Haime, 1851
- Tealia Gosse, 1858 (no aceptada)
- Telactinia England, 1987 aceptada como Isactinia Carlgren, 1900